# مانیتور (کمیک)
مانیتور (به انگلیسی: Monitor) همچنین تحت نام مار نووو نیز شناخته می‌شود، یک شخصیت خیالی در کتاب‌های کامیک آمریکایی منتشر شده توسط دی‌سی کامیکس است. شخصیت مانیتور توسط نویسنده مارو وولفمن و طراح جرج پرز خلق شده‌است که برای اولین بار در شمارهٔ ۲۱ از دومین نسخه مجموعه تایتان‌های نوجوان جدید (ژوئیه ۱۹۸۲) حضور پیدا کرد. او یکی از شخصیت‌های اصلی مجموعه محدود کمیک بحران در زمین‌های بی‌نهایت به‌شمار می‌رود. این شخصیت همراه با دستیارش لایلا مایکلز در عناوین متعدد دی‌سی کامیکس که از سال ۱۹۸۲ آغاز شده بودند حضور پیدا کرد، سه سال قبل از شروع بحران در ژوئیه سال ۱۹۸۵؛ و به نظر می‌رسید او نقش دلال اسلحه برای ابرشرورها را ایفا می‌کند. مانیتور در تمام مدت حضورش در عناوین اصلی ابرقهرمانی دی‌سی در سایه به تصویر کشیده می‌شد، و چهرهٔ او برای نخستین بار در یکی از معدود سری‌های باقی‌مانده غیر ابرقهرمانی، یعنی مجموعه کمیک جنگی جی. آی. کامبت نسخه شمارهٔ ۲۷۴ آشکار شد.
لامونیکا گرت نقش این شخصیت را در ارو ورس شبکهٔ تلویزیونی سی‌دابلیو ایفا کرده‌است. این شخصیت همچنین در مجموعه کراس اوور بحران در زمین‌های بیکران سال ۲۰۱۹ حضور داشت.

## پیدایش و نبرد طولانی
ده‌ها میلیارد سال پیش، فرضیه چندجهانی به دلیل مداخله در راز خلقت جهان توسط کرونا، دانشمندی از سیارهٔ مالتوس که در جستجوی منشأ پیدایش خلقت بود زاده شد. در نتیجه اقدامات او، تعداد نامحدودی جهان‌های موازی، پهلو به پهلو در هستی به وجود آمدند. این جهان‌ها تنها با تفاضل ارتعاشی از یکدیگر جدا بودند و هیچ‌کدام از آن‌ها به قدرتمندی تک جهانی نبودند که پیش از آن‌ها وجود داشت. مانیتور بر روی ماه سیارهٔ «OA» در مرکز جهان‌زاده شد. او از قلب ماه، ناشناخته و به دور از همه سر برآورد. او اوایل زندگی خود را صرف مراقبه نمود، تا با استفاده از قدرت‌های فراوان درون خود به جهان‌های اطراف دستیابی پیدا کند و از تمامی اسرار آن‌ها باخبر شود.
به‌طور همزمان، به عنوان پاسخی برای تعادل برخی نیازهای کیهانی، مخلوقی دیگر نیز از ماه جهان پادماده سر برافراشت که تبدیل به شخصیت آنتی-مانیتور گردید. اما آنتی-مانیتور به دنبال محتوایی همچون جمعیت سیاره یا در جستجوی دانش نبود. در عوض او به دنبال تخلیه قدرت جهان پادماده بود. او دسترسی‌های خود را گسترش داد تا قدرت‌های خود را افزایش دهد و کنترل سیاره را بدست گیرد. پس از گذشت سال‌ها از این واقعه، نیروهای آنتی-مانیتور وسعت پیدا کرد و در سراسر جهان پادماده گسترش یافت. در حالی که آنتی-مانیتور مشغول فتح جهان مانیتور بود، او نظاره‌گرش بود و زمانی که آنتی-مانیتور حضور او را احساس کرد، نبردی میان این دو ابر مخلوق در سراسر حصار ارتعاشی شکل گرفت که دنیاها را از یکدیگر جدا می‌نمود. از این جهت که هر دو در زمینه قدرت برابر بودند، هیچ‌کدام قادر به برنده شدن در این جنگ کیهانی نبود و نبرد آن‌ها برای یک میلیون سال ادامه داشت تا اینکه شلیک گلوله به‌طور همزمان از هر دو جناح باعث بی‌هوشی و ثابت ماندن دو مبارز شد. وضعیتی که آن‌ها نزدیک به مدت ۹ میلیارد سال در آن باقی ماندند.
میلیاردها سال پس از اتمام این نبرد بزرگ، بر روی زمینی واقع در چندجهانی، یک دانشمند جوان و با استعداد شروع به تحقیق دربارهٔ پیدایش خلقت جهان کرد. این دانشمند اقدام به سفری خطرناک به جهان پادماده نمود و دخالت او در این قضیه نه تنها به نابودی دنیای خود انجامید، بلکه سبب بیداری و آزادی آنتی-مانیتور گردید که تا آن لحظه بی‌حرکت مانده بود. در طرف دیگر مانیتور نیز به سبب این رویداد از خوابی عمیق بیدار شد و حضور شیطانی دشمن خود را احساس کرد که هم‌اکنون برای رسیدن به ماده مثبت جهان آزاد شده بود و بر روی قدرت‌های مخرب خود کار می‌کرد. مانیتور همچنین وجود دانشمند جوان را که مسئول آزادی آنتی-مانیتور احساس می‌کرد. او پس از نابودی جهانش جان سالم به در برده بود. این دانشمند قادر به ردیابی محل استقرار آنتی-مانیتور و فعالیت‌های او بود. قدرت‌های او به سرعت در حال گسترش در سرتاسر فرضیه چندجهانی بود و جهان پادماده با گسترش خود در حال بلعیدن میلیون‌ها سیاره دیگر بود. دانشمند جوان به دلیل سرنوشت خود برای تماشای نابودی جهان و بی‌ارادگی‌اش، نام «پورایا» را برای خود برگزید.

### مرگ
مانیتور می‌دانست به اندازه کافی زنده نخواهد ماند تا شکست و نابودی دشمن دیرینه‌اش را ببیند. او برای رسیدن به این منظور شروع به مشاهده فهرست قدرت‌های تمام موجودات ابرانسانی در تمام جهان‌های باقی مانده، و فراگیری تمامی توانایی‌های گسترده آن‌ها کرد. مانیتور به این مسئله آگاه بود که زمان بسیار محدود است به همین دلیل به سرعت به دنبال کسانی گشت تا بتوانند به او در نجات فرضیه چندجهانی کمک کنند. در این بین او زنی جوان و یتیم به نام لایلا را از کشتی تخریب شده نجات داد، و او در ابتدا نقش یک دستیار را برای مانیتور ایفا می‌کرد و بعدها تبدیل به مخلوقی با قدرت کامل به نام هاربینجر شد که توانایی‌های فوق‌العاده‌ای توسط مانیتور به او اعطا شد. اما شرایط برای هاربینجر فراتر از قدرت او و آنچه تصور می‌کرد بود و دریافت که این مسئله به مرگ مستقیم مانیتور خواهد انجامید. اگرچه مرگ او به دست هاربینجر، همه و همه بخشی از نقشهٔ شخص مانیتور محسوب می‌شد. پس از مرگ مانیتور، آنتی-مانیتور معتقد بود که دیگر راهش برای تخریب ماده مثبت چندجهانی باز است. در این حین مانیتور نقشه‌های خود را عملی کرد و با گرد آوردن ابرقهرمان‌های پنج دنیای باقی مانده برای نابودی نقشه‌های آنتی-مانیتور دست به کار شد. سپس مانیتور به هاربینجر مسئولیت ردیابی و نیروی اولیه مورد نیاز از پانزده ابرقهرمان و ابرشروران ویژه از پنج دنیای باقی مانده شامل زمین-۱، زمین-۲، زمین-اکس، زمین-۴ و زمین-اِس برای مبارزه با دشمن سپرد. برخی از این شخصیت‌های عبارتند از: سوپرمن زمین-۲، داون‌استار، کیلر فراست، فایراستورم، بلو بیتل، سایبورگ، سایمن، و گرین لانترن. آنتی-مانیتور در کنار سلحشوران سایه خود با این شخصیت‌ها وارد جنگ شد و با وجود قدرت ایزدگونه خود، آن‌ها را یکی پس از دیگری شکست داد. در نهایت هاربینجر به دنبال میراث مانیتور و با استفاده از قدرت خود سه جهان باقی مانده را نیز فرا خواند و با کمک پورایا، الکساندر لوتر جی‌آر. (پسر لکس لوتر)، و دیگر ابرقهرمان‌ها و ابر شروران بازمانده به ویژه اسپکتر، موفق به شکست آنتی-مانیتور شدند.